# 丹尼·普迪
丹尼爾·馬克·普迪（英語：Daniel Mark Pudi，1979年3月10日—）是位美國演員，同時是喜劇演員、配音員、作家，製片人及導演。他演藝生涯中最為人熟悉的角色有喜劇電視連續劇 《廢柴聯盟》（英語：Community，又譯：社區大學）中的阿貝(Abed Nadir)及聲演 《唐老鴨俱樂部》的Huey Duck。

## 早年生活
丹尼於芝加哥出生，是位印度和波蘭的混血兒，他在家中排行第二，有一位哥哥阿當（Adam）和一位妹妹凱薩琳（Katherine），父母特瑞莎（Teresa）及亞伯拉罕·普迪（Abraham Pudi）早於70年代移民到美國，他們在一個學習英文的課堂相識，最後步入禮堂，但於丹尼出生後不久便離異，童年時期他與媽媽及外祖母居住於芝加哥的一個波蘭社區，由於媽媽及外祖母也會講波蘭語，令他精通英文及波蘭語言，他曾公開表示自己家其實是個很傳統的波蘭家庭。由於他的外表與傳統波蘭人外貌不同，又能操一口流利波蘭語，別人往往會對他的出身摸不著頭腦，但同時亦令他增添一份驚喜及神秘感。他對於表演產生濃厚的興趣啟蒙於童年時期曾學習數年傳統的波蘭舞蹈
丹尼高中時就讀於芝加哥北部郊區的一所天主教男校（Notre Dame College Prep.）於1997年畢業，2013年受母校邀請，曾回校作畢業演說,勉勵一眾師弟師妹。高中畢業後，他留待芝加哥學習舞蹈，並於威斯康辛州密爾瓦基市的 馬凱特大學就讀，他是Chris Farley獎學金的首位獲獎者。 丹尼於2001年獲得傳播和戲劇學位後，在威斯康辛州的Summer Stock Theatre獲得演出機會 ，及後他回到芝加哥並在當時頗具知名的 第二城喜劇團（The Second City）繼續學習戲劇。

## 職業生涯
2005年丹尼移居到洛杉磯成為一家獵頭公司的招聘人員，他利用該份工作可在家中工作的優勢，空出的時間參加試鏡，尋求電視及電影角色的演出機會。他曾在幾部劇集的電視試播劇集中演出過，於2009年加入《廢柴聯盟》的劇組，成為該劇主要角色之一。
丹尼曾經為士力架，威訊通信，麥當勞，寶可夢，T-Mobile美國和一些電子遊戲拍攝電視廣告。他亦有參與其他不同項目，例如於2014年，丹尼參演了音樂劇《FOUND》，他也積極參與不同種類型的舞台劇表演。此外，丹尼更是印度裔三人喜劇團體Siblings of Doctors的創辦人之一。丹尼於2020年曾參與了一個名為 《奔跑》 的個人戲劇演出，在該次演出中，丹尼分享了他與父親重新建立關係的過程，還有對於他的個人身份 ，文化背景和職業生涯中的種族主義經歷。 
丹尼早期演出的電影多為喜劇，例如《哈拉上路2：啤酒桌球賽》，和《烏龍騎士團》等。近年丹尼以拍攝獨立電影為主，2016年他在莉娜·汗（Lena Khan）執導的獨立電影《老虎獵人》（Tiger Hunter）中擔任主角角色。在2019年及2020年分別出演《共享寶寶》（Babysplitters）及《争吵》（The Argument）。
在電視劇發展方面， 2017年，丹尼在《唐老鴨俱樂部》為Huey Duck配音。同年亦參演了NBC情景喜劇《無能為力 (電視劇)》 。丹尼於2020年2月首播的Apple TV連續劇 《神話任務：鴉群宴》（Mythic Quest：Raven's Banquet）中演出並成為該劇常設角色之一。

## 個人生活
丹尼曾表示自己的初戀發生在11歲，其後亦有幾次不太認真的約會，直至於大學一年級時認識了愛爾蘭裔太太Bridget Showalter，二人於2004年結婚，並於2012年誕下一對龍鳳胎。
丹尼的童年偶像為麥可·喬丹 和 珍納·積遜，他喜愛嘻哈音樂，最喜歡的超級英雄是蝙蝠俠，他認為不可缺少的個人奢侈品為咖啡及跑步的襪子， 最喜歡的食物是母親煮的傳統波蘭菜比哥斯獵人燉肉。丹尼也是運動愛好者，是芝加哥公牛的粉絲，亦熱愛棒球。他自高中開始已經有每朝早晨跑的習慣，至今已經參加了多次馬拉松比賽。

## 作品列表 (部分)
| 年份   | 作品名                | 角色          | 類型     |
| ------ | --------------------- | ------------- | -------- |
| 2009年 | 哈拉上路2：啤酒桌球賽 | Arash         | 電影     |
| 2013年 | 烏龍騎士團            | Lando         | 電影     |
| 2009年 | 廢柴聯盟              | 阿布蒂·納德爾 | 電視     |
| 2016年 | 老虎獵人              | Sami Malik    | 電影     |
| 2017年 | 唐老鴨俱樂部          | Huey Duck     | 動畫配音 |
| 2017年 | 無能為力 (電視劇)     | 泰迪          | 電視     |
| 2019年 | 共享寶寶              | Jeff Penaras  | 電影     |
| 2020年 | 神話任務              | Brad Bakshi   | 電視     |
| 2020年 | 争吵                  | Brett         | 電影     |